# یوکو واکاره
یوکو واکاره (به ژاپنی: 横分)-(به انگلیسی: Yoko wakare) یکی از فنون و تکنیک‌های دستهٔ ناگه-وازا رشتهٔ ورزشی جودو است که در زیردستهٔ سوتمی-وازا دسته‌بندی می‌شود.